# 가스통 바랭기앵
가스통 바랭기앵(프랑스어: Gaston Waringhien, IPA: [gastɔ̃ vaʁɛ̃ɡjɛ̃], 에스페란토: Gastono Varingjeno 가스토노 바린계노)은 프랑스의 문법학자이다. 에스페란토 도해대사전을 집필하였고, 또 이에 대한 여러 문법 관련 서적을 집필하였다. 에스페란토 학술회 회장을 1963년~1979년 동안 맡았다.

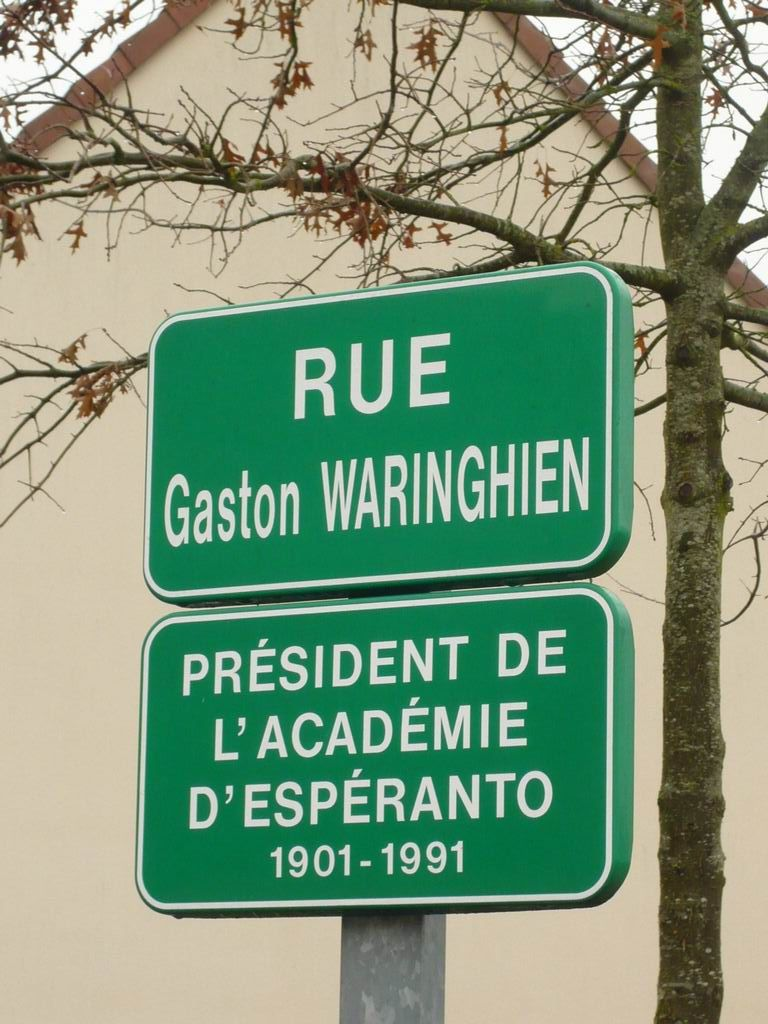
바랭기앵을 기념하는 프랑스 에녜(Aigné)의 길 이름

## 주요 저서
- 《시예(詩藝) 가이드북》(에스페란토: Parnasa Gvidlibro, 컬로처이 칼만과 공저, 1932년)
- 《에스페란토 문법》(에스페란토: Plena Analiza Gramatiko, 컬로처이 칼만과 공저, 1판 1935년, 2판 1938년, 3판 1981년)
- 《초보 에스페란토》(프랑스어: A.B.C. d’ Espéranto, 1판 1945년, 2판 1967년)
- 《에세이집 제1권: 문학》(에스페란토: Eseoj I: Beletro, 1956년)
- 《언어와 삶》(에스페란토: Lingvo kaj vivo, 에세이집, 1969년)
- 《우리와 그것》(에스페란토: Ni kaj ĝi, 에세이집, 1972년)
- 《1887년 이래》(에스페란토: 1887 kaj la sekvo, 에세이집, 1980년)
- 《등등: 오직 문학만을》(에스페란토: Kaj la ceter’ — nur literaturo, 에세이집, 1983년)
- 《절반의 목소리로》(에스페란토: Duonvoĉe, 조르주 마우라(Georges E. Maŭra)라는 가명으로 출판, 시집, 1판 1939년, 2판 1963년)

이 밖에도 여러 책을 에스페란토로 번역하거나 편집하였다.

## 참고 문헌
- Cherpillod, André (2000). 《Gaston Waringhien 1901-1991: Heroldo de la internacia lingvo / Gaston Waringhien 1901-1991: héraut de la langue internationale》 (에스페란토). Courgenard: 자가 출판. 79쪽. ISBN 2-906134-49-X.
- Haupenthal (1985). 《Li kaj Ni. Festlibro por la 80a naskiĝtago de Gaston Waringhien (1901 - 29 Julio - 1981)》 (에스페란토). Antwerp: Eldonejo TK/Stafeto. 512쪽. ISBN 978-906336034-4. 다음 글자 무시됨: ‘Reinhard (편)’ (도움말)